# Циркуляционные трубы
Циркуляционные трубы (кипятильные трубы) — элементы конструкции парового котла (в основном на паровозах), которые, как понятно из названия, служат для более интенсивной циркуляции воды в котле, а также заодно служат дополнительным креплением кирпичного свода топки.
Основная проблема всех мощных паровозов заключается в том, что когда в верхней части котла вода уже нагрета до температуры испарения (от 100°С и выше), в нижней её температура составляет порядка 40-45°С. Из-за этого в обшивке котла возникают температурные напряжения, которые приводят к повышенному износу котла. Для того чтобы это устранить, и необходимо создавать повышенную циркуляцию (перемешивание) воды. Циркуляционные трубы расположены в основном пространстве топки ближе к верхней части, в зоне, где самые высокие температуры. Попадая в эти трубы, вода обращается в пар и, по закону Архимеда, перемещается наверх, увлекая за собой остальную воду, то есть действуя как водный насос. Вода устремляется из нижней части в верхнюю, вызывая новый приток и тем самым создавая циркуляцию всей воды в котле. Помимо заметного снижения тепловых напряжений в обшивке, такая принудительная циркуляция заодно заметно повышает парообразование. Несмотря на то, что парообразование происходит и в циркуляционных трубах, относительный объём полученного в них пара весьма мал, ввиду малой площади самих циркуляционных труб (например на ФД и ИС площадь этих труб составляет не более полутора процентов от общей площади нагрева котла).
- Схема циркуляции воды в котле

Помимо своей основной функции, циркуляционные трубы заодно удерживают кирпичный свод, что особенно актуально на мощных паровозах с их большими размерами топок. Благодаря этим трубам, в кирпичах, формирующих свод, значительно снижаются внутренние нагрузки, но сами кирпичи при этом должны иметь специальную форму.
Циркуляционные трубы активно использовались на американских железных дорогах в 1910-е, но впоследствии ряд заводов стали устанавливать в топках вместо труб термосифоны. На российских паровозах циркуляционные трубы впервые появились в 1915 году — на импортированных из США паровозах серии Е. Однако в советском паровозостроении циркуляционные трубы были впервые установлены в 1931 году на первом паровозе серии ФД. До этого были попытки применить на советских паровозах термосифоны (например на некоторых паровозах Эг), но результаты эксплуатации паровозов, оборудованных ими, в Советском Союзе были неудовлетворительными, и поэтому было признано, что для советских дорог предпочтительней использование именно циркуляционных труб.

## В бытовой технике
Аналогичный принцип работы используется в кофеварках капельного типа, только в них образовавшийся пар используется для поднятия небольших порций воды вверх в специальную ёмкость с кофе.